# بين سوين
بين سوين (بالإنجليزية: Ben Swain)‏ هو غطاس بريطاني، ولد في 31 مارس 1986 في ولوين جاردن سيتي في المملكة المتحدة.

## وصلات خارجية
- بين سوين على موقع أوليمبيديا (الإنجليزية)
- بين سوين على موقع اللجنة الأولمبية البريطانية (الإنجليزية)